# Grimeton sogn
Grimeton sogn i Halland var en del af Himle herred. Grimetons distrikt dækker det samme område og er en del af Varbergs kommun. Sognets areal var 38,12 kvadratkilometer, heraf land 35,84. I 2020 havde distriktet 847 indbyggere. Landsbyen Grimeton ligger i sognet såvel som verdensarven Radiostationen i Grimeton.
Navnet (1231 Grimetunä, mansio de Grymätim) består af to dele. Den første del er enten et mandligt navn eller 'Grima', et tidligere navn på Grimeån. Den anden del stemmer fra 'tun' (indhegnet område, gårdhave).. Befolkningen steg fra 1810 (562 indbyggere) til 1920 (956 indbyggere). Derefter faldt den relativt hurtigt, så der i 1970 var 590 indbyggere i Grimeton. Siden er befolkningen steget igen.
Der er fire naturreservater i sognet: Næsnabben er en del af EU-netværket Natura 2000, mens Toppbjær (delt med Sibbarp sogn), Karlsvik og Skærbæck er kommunale naturreservater.